# The Five (album musical)
Pour les articles homonymes, voir The Five.
The Five est un album de Jazz West Coast du pianiste Pete Jolly. Les arrangements sont de Shorty Rogers.

## Enregistrement

### Musiciens
Les trois sessions sont enregistrées par un quintet composé de:  
- Conte Candoli (tp), Bill Perkins (ts), Pete Jolly (p), Buddy Clark (b), Mel Lewis (d).

### Dates et lieux
- Los Angeles, Californie, 9 mars 1955.

## Titres
Les douze pistes de cet album sont :
| N°     | Titre                         | Compositeur                   | Durée |
| ------ | ----------------------------- | ----------------------------- | ----- |
| Face 1 |                               |                               |       |
| 1.     | Whistle While You Work        | Larry Morey, Frank Churchill  |       |
| 2.     | Perkin'                       | Shorty Rogers                 |       |
| 3.     | Beyond the Sea                | Jack Lawrence, Charles Trenet |       |
| 4.     | I Dig Ed                      | Shorty Rogers                 |       |
| 5.     | Lullaby of the Leaves         | Bernice Petkere, Joe Young    |       |
| 6.     | Forelock                      | Shorty Rogers                 |       |
|        |                               |                               |       |
| Face 2 |                               |                               |       |
| 7.     | Soft as Spring                | Alec Wilder                   |       |
| 8.     | Just for Judie                | Shorty Rogers                 |       |
| 9.     | If I Love Again               | Murray, Oakland               |       |
| 10.    | Red Eyes                      | Pete Jolly                    |       |
| 11.    | Pushin' Sand                  | Roc Hillman, George Simmons   |       |
| 12.    | I'll Be in Scotland After You | Shorty Rogers                 |       |

## Discographie
- 1955, RCA Records - LPM-1121 (LP)

## Référence
1. ↑  « The Five - The Five », sur Discogs (consulté le 7 août 2025)

- John S. Wilson, Liner notes de l'album RCA Records, 1955.